# Kanton Montreuil-Est
Kanton Montreuil-Est (fr. Canton de Montreuil-Est) je francouzský kanton v departementu Seine-Saint-Denis v regionu Île-de-France. Tvoří ho pouze východní část města Montreuil.